# Sensor d'ultrasons
|  | No s'ha de confondre amb transductor d'ultrasons. |

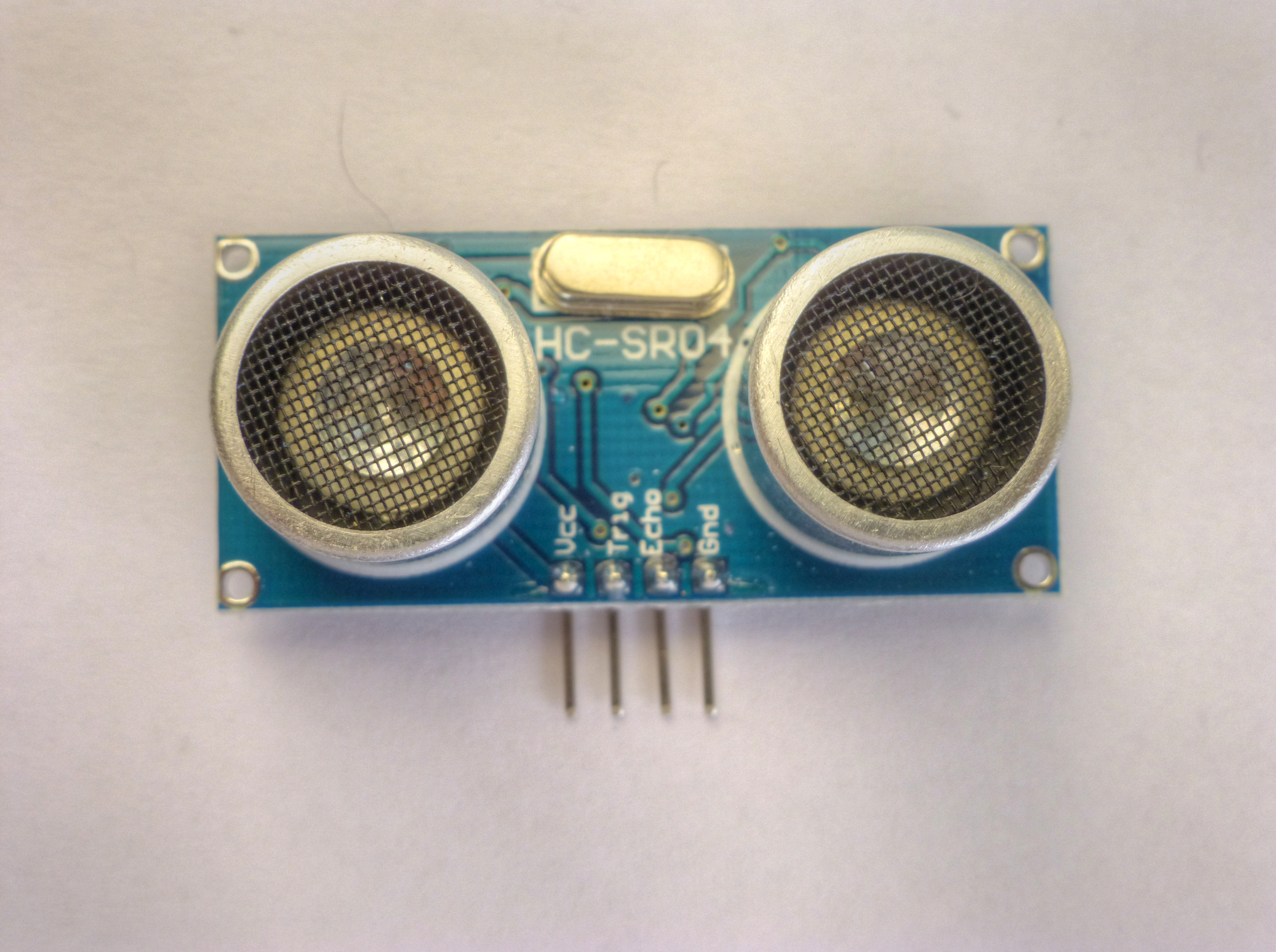
Telèmetres ultrasònics com a component electrònic

Un detector de proximitat per ultrasons pot ser de tipus "tot o res", o bé proporcional. Consten d'un emissor i un receptor de so a altes freqüències, i si un cos s'acosta, fa rebotar el so cap al receptor. També es pot posar el receptor de cara a l'emissor i que el cos passi pel mig. Els sensors d'ultrasons emeten i reben mitjançant transductors senyals de so a altes freqüències, de 400 kHz. Quan un objecte interromp les ones de so, reflecteix el senyal cap al sensor i produeix la commutació. A la cara activa del sensor un disc ceràmic piezoelèctric s'encarrega de transmetre les ones de so. Durant un temps s'aplica un voltatge d'alta freqüència al disc, cosa que el fa vibrar a la mateixa freqüència i emetre el so, per la vibració que transmet a l'aire.
Seguidament el sensor deixa d'emetre durant un temps, esperant els polsos reflectits. Quan les ones xoquen amb un objecte es produeix un eco. Si el temps que passa entre l'emissió del pols i la recepció de l'eco es troba dins el rang pel qual s'ha ajustat el sensor, aquest commutarà la sortida indicant la presència de l'objecte.
Alguns sensors concrets també poden avaluar el temps que triga a retornar el so per saber a quina distància es troba l'objecte, entre 2.5 cm i 10 m segons el model.

## Característiques
Aquest tipus de sensor, en no necessitar el contacte físic amb l'objecte, ofereix la possibilitat de detectar objectes fràgils, com ara pintura fresca, a més detecta qualsevol material, independentment del color, al mateix abast, sense ajustament ni factor de correcció. Els sensors ultrasons tenen una funció d'aprenentatge per definir el camp de detecció, amb un abast mínim i màxim de precisió de 6 mm..
El problema que presenten aquests dispositius són les zones cegues (blanking) i el problema de les falses alarmes. La zona cega és la zona compresa entre el costat sensible del detector i l'abast mínim en què cap objecte no es pot detectar de manera fiable.

### Avantatges
- Detecten amb seguretat objectes a grans distàncies, i sense contacte, cosa que n'allarga la vida.

- Els objectes a detectar poden ser sòlids, líquids o en pols.

- El material a detectar pot ser transparent.

- És possible la detecció selectiva d'objectes a través de la zona de connexió.

- No requereixen un ambient net, cosa que els fotoelèctrics si.

- Possibilitat d'aplicacions a l'aire lliure.

- Poden treballar a alta pressió; fins a 500 bar.

### Inconvenients
- L'objecte a detectar ha d'estar de cara al sensor.

- Són lents.

- Són més cars que els fotoelèctrics.

- Poden tenir interferències si hi ha diferents sensors massa prop.

## Ús
Els ultrasons també es poden utilitzar per fer mesures de distància punt a punt mitjançant la transmissió i la recepció de ràfegues discretes d'ultrasons entre transductors. Aquesta tecnologia també pot detectar objectes que s'acosten i fer un seguiment de les seves posicions.
El principi del diafragma (o membrana) també s'utilitza en els transductors ultrasònics (MUT) micromecanitzats relativament nous. Aquests dispositius es fabriquen mitjançant la tecnologia de micromecanitzat de silici (tecnologia MEMS), que és especialment útil per a la fabricació de matrius de transductors. La vibració del diafragma es pot mesurar o induir electrònicament utilitzant la capacitat entre el diafragma i una placa de suport molt espaiada (CMUT), o afegint una fina capa de material piezoelèctric al diafragma (PMUT). Alternativament, investigacions recents van demostrar que la vibració del diafragma es pot mesurar mitjançant un petit ressonador d'anell òptic integrat dins del diafragma (OMUS).
Els sensors d'ultrasons també s'utilitzen en la levitació acústica.

## Normativa
La normativa a la què s'han d'ajustar els sensors ultrasònics és la mateixa que la dels sensors inductius.